# Assia-Philippsthal
L'Assia-Philippsthal fu un territorio del Sacro Romano Impero dato in appannaggio ad un ramo secondario del casato d'Assia. Incentrato sulla città di Philippsthal, comprendeva anche le municipalità di Vacha e Werra.
La linea ebbe inizio nel 1685 con Filippo I d'Assia-Philippsthal (14 dicembre 1655 - 18 giugno 1721), terzo figlio del langravio Guglielmo VI d'Assia-Kassel e della principessa Edvige Sofia di Brandeburgo. Lo stato prese il nome dal castello di Philippsthal, la cui costruzione fu iniziata anch'essa nel 1685 da Filippo I.
Un ramo cadetto di questa casa, quello degli Assia-Philippsthal-Barchfeld, ebbe origine nel 1721 da uno dei figli di Filippo I, Guglielmo.

## Langravi d'Assia-Philippsthal (1678-1866)
- Filippo d'Assia-Philippsthal (1678-1721)
- Carlo I d'Assia-Philippsthal (1721-1770)
- Guglielmo d'Assia-Philippsthal (1770-1810)
- Luigi d'Assia-Philippsthal (1810-1816)
- Ernesto Costantino d'Assia-Philippsthal (1816-1849)
- Carlo II d'Assia-Philippsthal (1849-1866)

## Capi della casata d'Assia-Philippsthal (1866-oggi)
- Carlo II d'Assia-Philippsthal (1866-1868)
- Ernesto d'Assia-Philippsthal (1868-1925)

Passaggio alla casata di Assia-Philippsthal-Barchfeld